# Gonneville-la-Mallet
Gonneville-la-Mallet település Franciaországban, Seine-Maritime megyében. Lakosainak száma 1351 fő (2022. január 1.). Gonneville-la-Mallet Anglesqueville-l’Esneval, Beaurepaire, Saint-Jouin-Bruneval, Saint-Martin-du-Bec, Turretot és Villainville községekkel határos.

## Népesség
A település népességének változása:
| Lakosok száma | 1325 | 1331 | 1355 | 1334 | 1348 | 1371 | 1376 | 1363 | 1351 |
|               | 2013 | 2015 | 2016 | 2017 | 2018 | 2019 | 2020 | 2021 | 2022 |